# Piața Avram Iancu (Arad)

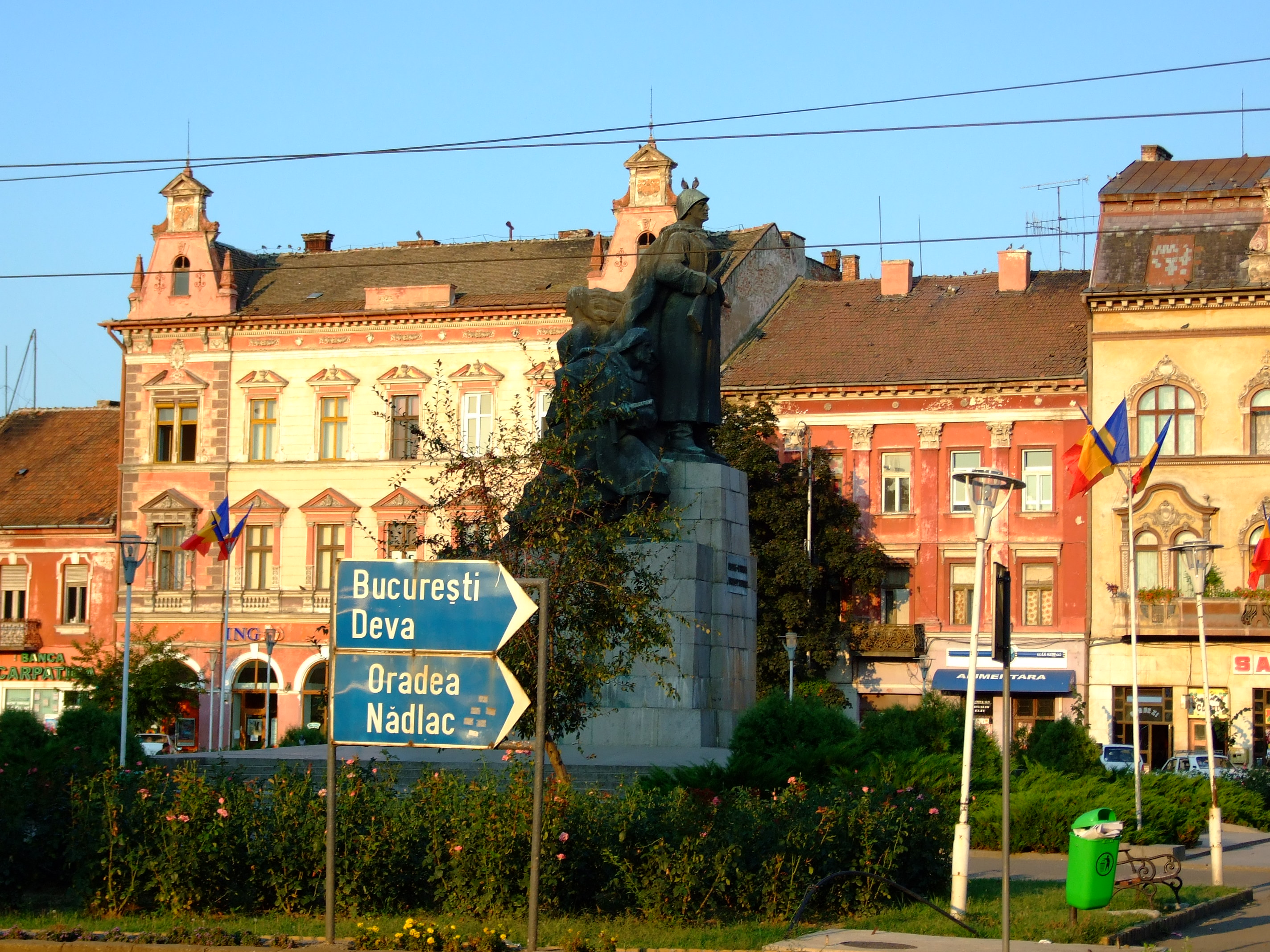
Avram-Iancu-Platz in Arad, 2008

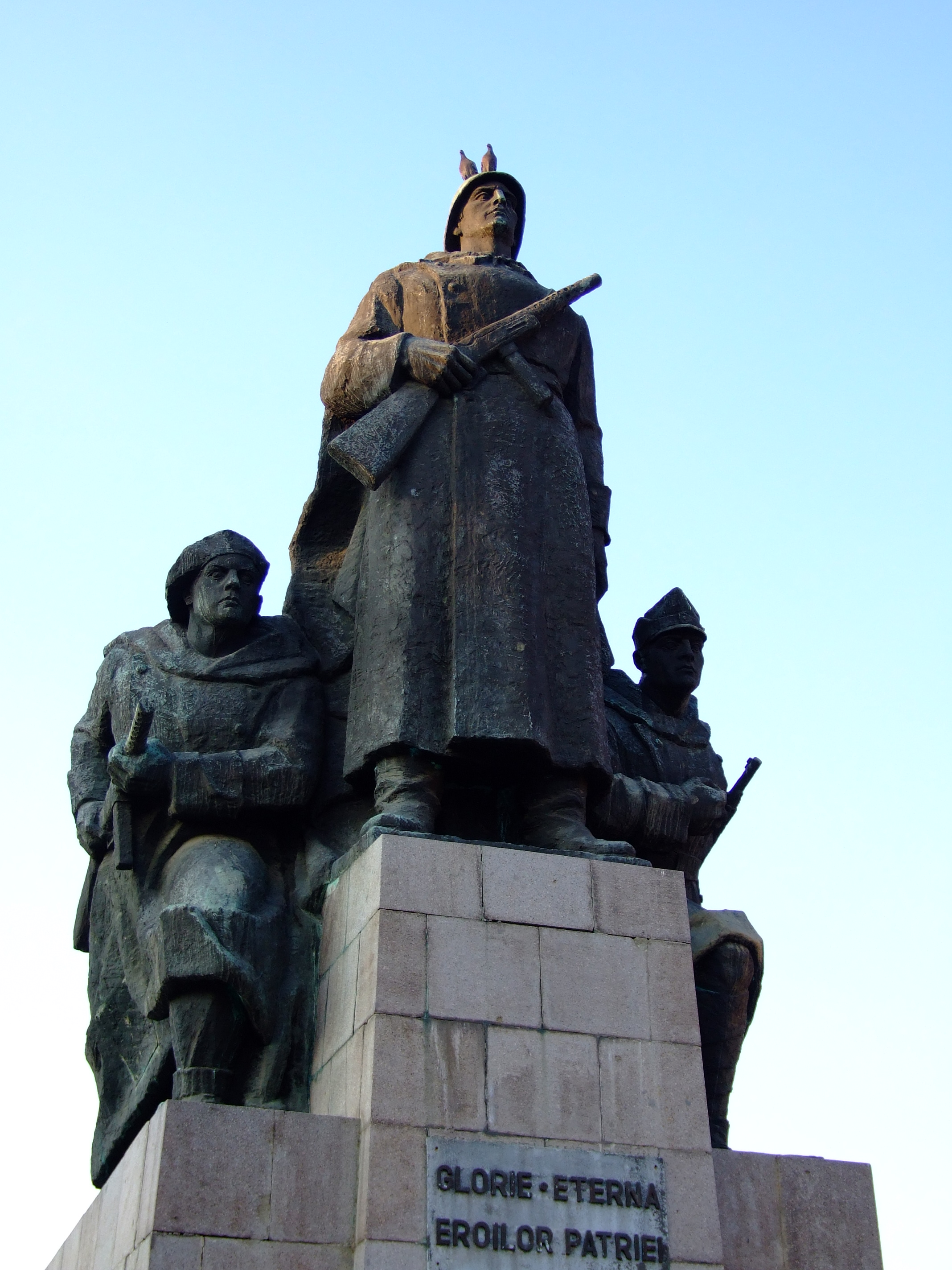
Denkmal des unbekannten Soldaten auf dem Avram-Iancu-Platz in Arad

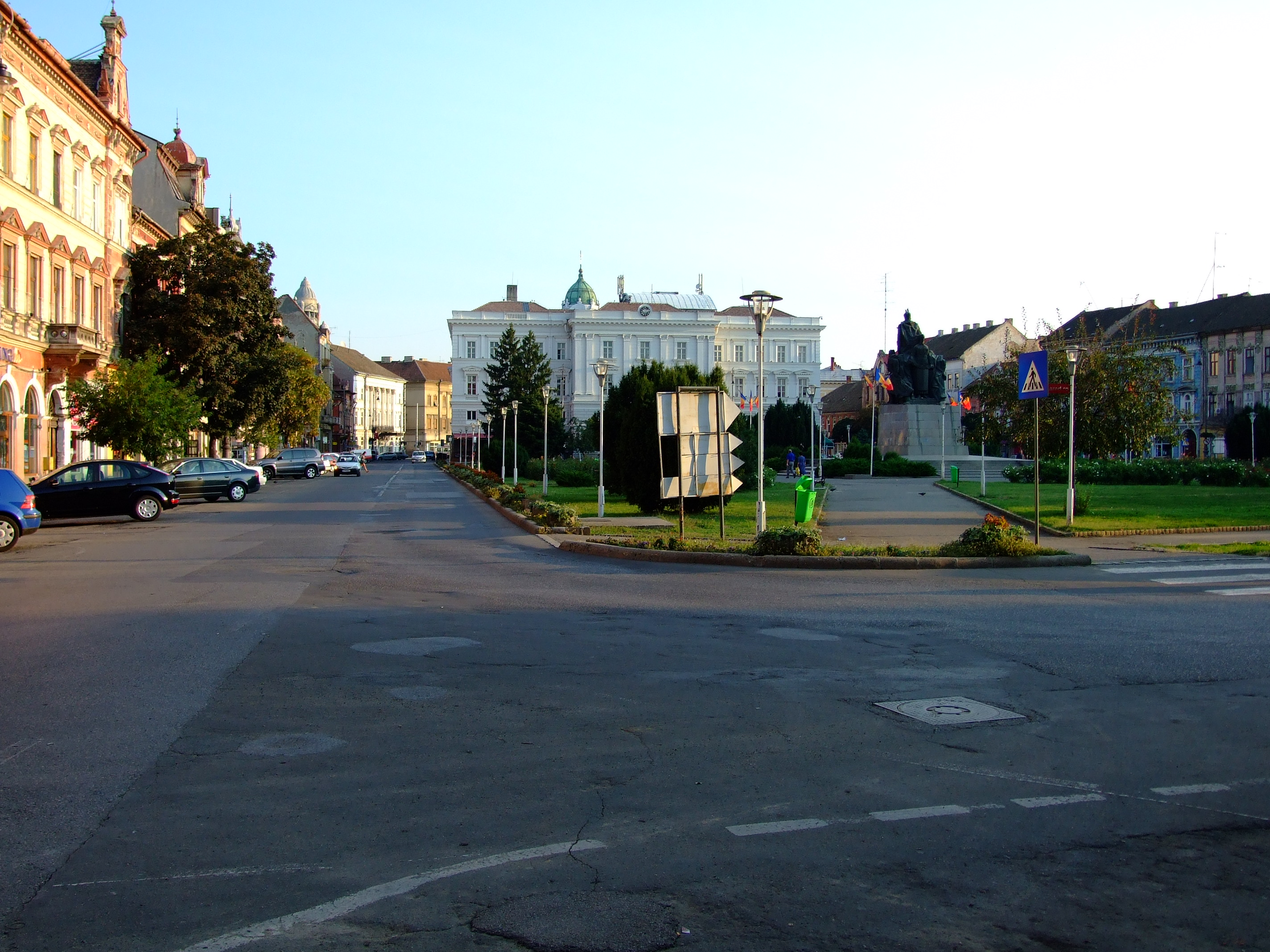
Häuserzeile auf dem Avram-Iancu-Platz in Arad

Piața Avram Iancu (deutsch Avram-Iancu-Platz) befindet sich im I. Bezirk Centru von Arad in Rumänien und ist der historisch bedeutendste Platz der Stadt.

## Name
Der Avram-Iancu-Platz verdankt seinen Namen dem rumänischen Revolutionär Avram Iancu, einem der Anführer der rumänischen Revolution von 1848. Dieser kämpfte mit österreichischer Unterstützung gegen den ungarischen antihabsburgischen Aufstand.

## Geschichte
Im 18. und 19. Jahrhundert war der Avram-Iancu-Platz das wirtschaftliche und politische Zentrum der Stadt. An der Hausnummer 16 befand sich das Alte Rathaus, das im Jahr 1704 erbaut wurde.
Hier wurde im Jahr 1834 der Regierungsbeschluss, Arad zur königlichen Freistadt zu erheben, in Anwesenheit des Kaisers Franz Joseph I. bekannt gegeben. Die anschließenden Feierlichkeiten, als Arader Festtage bekannt, dauerten zwölf Tage, vom 17. bis zum 28. August. 
Ebenfalls hier fand im Oktober 1918 die Volksversammlung statt, die der Großen Nationalversammlung von Alba Iulia vom 1. Dezember 1918, auf der die Vereinigung Siebenbürgens mit Rumänien beschlossen wurde, voranging.

## Beschreibung
In der Mitte des Platzes befindet sich das Denkmal des unbekannten Soldaten, das 1960 zu Ehren der Helden im Befreiungskampf Siebenbürgens von den deutsch-ungarischen Truppen während des Zweiten Weltkriegs aufgestellt wurde. 
Der Platz ist von Häusern im Barockstil, mit zwei Stockwerken, gesäumt. Bei der Einmündung des Bulevardul Revoluţiei in den Avram-Iancu-Platz befindet sich das 1874 erbaute Klassische Theater Ioan Slavici. In der angrenzenden Strada Preparandiei befindet sich das Gebäude, in dem 1812 die erste rumänische Lehranstalt Siebenbürgens gegründet wurde.
Im September 2011 fand eine Ausschreibung zur Umgestaltung des Avram-Iancu-Platzes statt. Der Platz soll mit einem zweistöckigen, unterirdischen Parkhaus für etwa 500–600 Parkplätze und einer Fußgängerunterführung versehen werden. In Planung ist auch eine pyramidenförmige virtuelle Bibliothek.